# Russelia
Russelia é um género botânico pertencente à família Plantaginaceae. Tradicionalmente este gênero era classificado na família das Scrophulariaceae.

## Espécies
Composto por 72 espécies:
Russelia acuminata Russelia alata Russelia alternifolia
Russelia americana Russelia campechiana Russelia capensis
Russelia chiapensis Russelia coccinea Russelia colombiana
Russelia contrerasii Russelia conzattii Russelia cora
Russelia cuneata Russelia deamii Russelia depressa
Russelia elongata Russelia ephedroides Russelia equisetiformis
Russelia flammea Russelia flavoviridis Russelia floribunda
Russelia furfuracea Russelia glandulifera Russelia grandidentata
Russelia hintoni Russelia iltisneeana Russelia jaliscensis
Russelia juncea Russelia laciniata Russelia lanceifolia
Russelia leptopoda Russelia lilacina Russelia longifolia
Russelia longisepala Russelia maculosa Russelia manantlana
Russelia multiflora Russelia obtusata Russelia oldenlandioides
Russelia ovatifolia Russelia oxyphylla Russelia paniculata
Russelia parvifolia Russelia pennelliana Russelia polyedra
Russelia pringlei Russelia pubescens Russelia purpusii
Russelia racemosa Russelia retrorsa Russelia rotundifolia
Russelia rugosa Russelia sarmentosa Russelia serratifolia
Russelia sonorensis Russelia staleyae Russelia standleyi
Russelia steyermarkii Russelia subcoriacea Russelia syringaefolia
Russelia tabascensis Russelia tenuis Russelia tepicensis
Russelia teres Russelia ternifolia Russelia tetraptera
Russelia trachypleura Russelia verticillata Russelia villosa
Russelia viscosa Russelia worthingtonii Russellia worthingtonii

## Nome e referências
Russelia Jacq.